# Senedd and Elections (Wales) Act 2020
Lire en ligne

Le Senedd and Elections (Wales) Act 2020 sur le portail législatif du gouvernement britannique

Le Senedd and Elections (Wales) Act 2020 (« Deddf Senedd ac Etholiadau (Cymru) 2020 » en gallois) est une loi galloise introduite en février 2019 par Elin Jones en tant que présidente de la commission de l’assemblée nationale du pays de Galles. Approuvée le 27 novembre 2019, elle reçoit la sanction royale le 15 janvier 2020.
À l’issue de la procédure législative, le renommage de l’Assemblée à compter du 6 mai 2020 en « Parlement gallois » (Welsh Parliament en anglais et Senedd Cymru en gallois) est préféré, tout en conservant la forme courte de « Senedd ». Ses membres deviennent les « membres du Senedd » (Members of the Senedd en anglais et Aelodau o’r Senedd en gallois) dès le changement de nom de la législature.
En outre, le droit de vote pour les élections générales de l’Assemblée est étendu aux mineurs de 16 ans et plus et aux citoyens étrangers éligibles à partir des prochaines élections prévues en mai 2021.
Enfin, des dispositions de la loi visent à introduire un certain nombre de règles liées à l’exercice au mandat de membre du Senedd. La pratique du double jobbing est ainsi proscrite à partir de mai 2021 pour les membres d’un conseil de comté ou de borough de comté au pays de Galles, ainsi que pour ceux d’une autre législature (Parlement écossais, assemblée d’Irlande-du-Nord, Chambre des communes, Chambre des lords et Parlement européen).

## Contexte juridique
Conformément aux dispositions du Government of Wales Act 2006 entrées en vigueur à partir de 2011, l’assemblée nationale du pays de Galles peut légiférer dans certaines matières conférées (conferred matters) dans le cadre d’une loi de l’Assemblée (en) (Act of the National Assembly for Wales en anglais et Deddf Cynulliad Cenedlaethol Cymru en gallois),.
Le Wales Act 2017 modifie le modèle de dévolution en un système reposant sur les matières réservées (reserved matters) et donne des pouvoirs supplémentaires à l’assemblée nationale et au gouvernement gallois, notamment la possibilité d’amender certaines parties du Government of Wales Act 2006 (système électoral, changement de nom de l’Assemblée, etc.).

## Histoire
Après une consultation publique commandée par l’assemblée nationale du pays de Galles à propos du renommage de l’institution et de modifications du système électoral, Elin Jones, présidente de l’Assemblée annonce en novembre 2018 qu’une proposition de loi transformant la chambre en « Senedd » et diminuant l’âge du droit de vote à 16 ans sera présentée dans les semaines suivantes.
En qualité de présidente de la commission de l’Assemblée, Elin Jones dépose une proposition de loi, le Senedd and Elections Bill, le 12 février 2019 indiquant qu’il s’agit d’une « opportunité en or pour renouveler notre démocratie [au pays de Galles] ». Les principes généraux de la proposition sont acceptés par l’Assemblée le 10 juillet suivant.
La deuxième étape du projet est adoptée lors de la plénière du 1er octobre 2019. À partir du 9 octobre, une série d’amendements sont proposés dont un rejetant l’appellation originelle monolingue qui aurait transformé l’Assemblée en « Senedd Cymru », en gallois, et adoptant une seconde dénomination, en anglais, le « Welsh Parliament », marquant la tradition de co-officialité des deux langues au pays de Galles,.
L’ensemble des amendements sont considérés à la troisième étape du processus législatif, lors d’une réunion plénière le 13 novembre 2019. Alors que la proposition de loi requiert un vote à majorité qualifiée des deux tiers, soutenue par le Labour, le Plaid Cymru et les ministres du gouvernement gallois, elle est formellement adoptée par l’assemblée nationale du pays de Galles le 27 novembre suivant par 41 voix — dont celles de la présidente Elin Jones et de la vice-présidente Ann Jones qui ne participent normalement pas au vote pour les lois ordinaires, soit à une voix près,.
Le projet reçoit la sanction royale d’Élisabeth II et prend force de loi le 15 janvier 2020.

## Contenu

### Dispositions renommant l’Assemblée et d’autres éléments liés
La deuxième partie de la loi liste une série de changements de noms liés à la transformation de l’appellation de l’Assemblée,. Ses effets entrent en vigueur au 6 mai 2020,.
| Disposition | Objet                                        | Appellation d’origine                                                    | Appellation modifiée                                | Forme abrégée     |
| ----------- | -------------------------------------------- | ------------------------------------------------------------------------ | --------------------------------------------------- | ----------------- |
| 2           | Assemblée                                    | Assemblée nationale du pays de Galles                                    | Parlement gallois                                   | Senedd            |
| 2           | Assembly                                     | National Assembly for Wales                                              | Welsh Parliament                                    | Senedd            |
| 2           | Cynulliad                                    | Cynulliad Cenedlaethol Cymru                                             | Senedd Cymru                                        | Senedd            |
| 3           | Loi de l’Assemblée (en)                      | Loi de l’assemblée nationale du pays de Galles                           | Loi de Senedd Cymru                                 | Loi du Senedd     |
| 3           | Act of the Assembly                          | Act of the National Assembly for Wales                                   | Act of Senedd Cymru                                 | Act of the Senedd |
| 3           | Deddf Cynulliad                              | Deddf Cynulliad Cenedlaethol Cymru                                       | Deddf Senedd Cymru                                  | Deddf Senedd      |
| 4           | Membre de l’Assemblée                        | Membre de l’Assemblée nationale du pays de Galles                        | Membre du Senedd                                    | —                 |
| 4           | Assembly Member                              | Member of the National Assembly for Wales                                | Member of the Senedd                                | —                 |
| 4           | Aelod Cynulliad                              | Aelod Cynulliad Cenedlaethol Cymru                                       | Aelod o’r Senedd                                    | —                 |
| 5           | Greffier de l’Assemblée                      | Greffier de l’assemblée nationale du pays de Galles                      | Greffier du Senedd                                  | —                 |
| 5           | Clerk of the Assembly                        | Clerk of the National Assembly for Wales                                 | Clerk of the Senedd                                 | —                 |
| 5           | Clerc y Cynulliad                            | Clerc y Cynulliad Cenedlaethol Cymru                                     | Clerc y Senedd                                      | —                 |
| 6           | Commission de l’Assemblée                    | Commission de l’assemblée nationale du pays de Galles                    | Commission du Senedd                                | —                 |
| 6           | Assembly Commission                          | National Assembly for Wales Commission                                   | Senedd Commission                                   | —                 |
| 6           | Comisiwn Cynulliad                           | Comisiwn Cynulliad Cenedlaethol Cymru                                    | Comisiwn y Senedd                                   | —                 |
| 7           | Commissaire de l’Assemblée pour les normes   | Commissaire de l’assemblée nationale du pays de Galles pour les normes   | Commissaire du Senedd pour les normes               | —                 |
| 7           | Assembly Commissionner for Standards         | National Assembly for Wales Commissioner for Standards                   | Senedd Commissioner for Standards                   | —                 |
| 7           | Comisiynydd Safonau Cynulliad                | Comisiynydd Safonau Cynulliad Cenedlaethol Cymru                         | Comisiynydd Safonau y Senedd                        | —                 |
| 8           | Conseil de l’Assemblée sur les rémunérations | Conseil de l’assemblée nationale du pays de Galles sur les rémunérations | Conseil indépendant du Senedd sur les rémunérations | —                 |
| 8           | Assembly Remuneration Board                  | National Assembly for Wales Remuneration Board                           | Independent Remuneration Board of the Senedd        | —                 |
| 8           | Bwrdd Taliadau Cynulliad                     | Bwrdd Taliadau Cynulliad Cenedlaethol Cymru                              | Bwrdd Taliadau Annibynnol y Senedd                  | —                 |

### Élections
La troisième partie traite des sujets touchant aux élections du Senedd.
Des dispositions étendent le droit de vote à compter d’une élection organisée le 5 avril 2021 et après cette date, :
- aux personnes âgées de 16 et de 17 ans ;
- aux étrangers qualifiés de « citoyens étrangers » au sens du Representation of the People Act 1983 (en).

Cette extension conduit à des changements modifiant les modalités d’inscription sur les listes électorales. Aussi, la loi réorganise les aspects financiers et de surveillance du travail de la Commission électorale (en) pour les élections galloises dévolues et les référendums dévolus,.

### Disqualifications
La quatrième partie s’attache à encadrer un ensemble de disqualifications liées à la fonction de membre du Senedd.
Ainsi, des catégories de personnes et des titulaires de fonctions spécifiées ne peuvent exercer le mandat législatif, mais peuvent en revanche être candidat à ce poste. Est en outre proscrite la pratique du double mandat, c’est-à-dire qu’un membre du Senedd ne peut être simultanément :
- membre du Parlement, à la Chambre des communes (sous réserves) ;
- membre de la Chambre des lords (sous réserves) ;
- membre d’un conseil de comté ou de borough de comté au pays de Galles (sous réserves) ;
- membre du Parlement écossais ;
- membre de l’Assemblée législative, à l’assemblée d’Irlande-du-Nord ;
- membre du Parlement européen[ι],[κ].

### Dispositions diverses
Une disposition amende le Government of Wales Act 2006 au sujet du délais entre une élection générale et la première réunion du Senedd, qui passe de 7 à 14 jours,.
La commission du Senedd reçoit une compétence supplémentaire : elle doit désormais prendre en charge la fourniture de biens et services au public,.
Enfin, une section de la loi oblige les ministres gallois à fournir un rapport public sur l’extension du droit de vote et sur le changement au sujet des prescriptions pour être membre du Senedd après une période de 5 ans et 6 mois après le 5 avril 2021,.

## Chronologie législative
| Loi                              | Étapes de la discussion | Introduction    | Première étape : approbation des principes du projet | Deuxième étape : approbation de la résolution financière du projet | Troisième étape : considération des amendements | Quatrième étape : adoption du projet | Cour suprême | Sanction royale |
| -------------------------------- | ----------------------- | --------------- | ---------------------------------------------------- | ------------------------------------------------------------------ | ----------------------------------------------- | ------------------------------------ | ------------ | --------------- |
| Loi                              | Étapes de la discussion | Dépôt           | Vote                                                 | Vote                                                               | Vote                                            | Vote                                 | Contrôle     | Promulgation    |
| Senedd and Elections (Wales) Act | Site de l’Assemblée     | 12 février 2019 | 10 juillet 2019                                      | 1er octobre 2019                                                   | 13 novembre 2019                                | 27 novembre 2019                     | Non soumis   | 15 janvier 2020 |